# 吴承恩故居
吴承恩故居，或吴承恩宅，位于江苏省淮安市淮安区淮城镇打铜巷12号，是吴承恩的故居，占地9876平方米，建筑面积1842平方米，美猴王纪念馆和吴承恩纪念馆建于东西两侧。

## 历史
1982年10月修复，现为淮安市文物保护单位、国家4A级旅游景区。
六小龄童为名誉馆长。2018年12月，网传吴承恩故居内陈设大量六小龄童、猴王世家等展示物，与吴承恩相关的史料较少，但故居管理所称该传言不符事实。

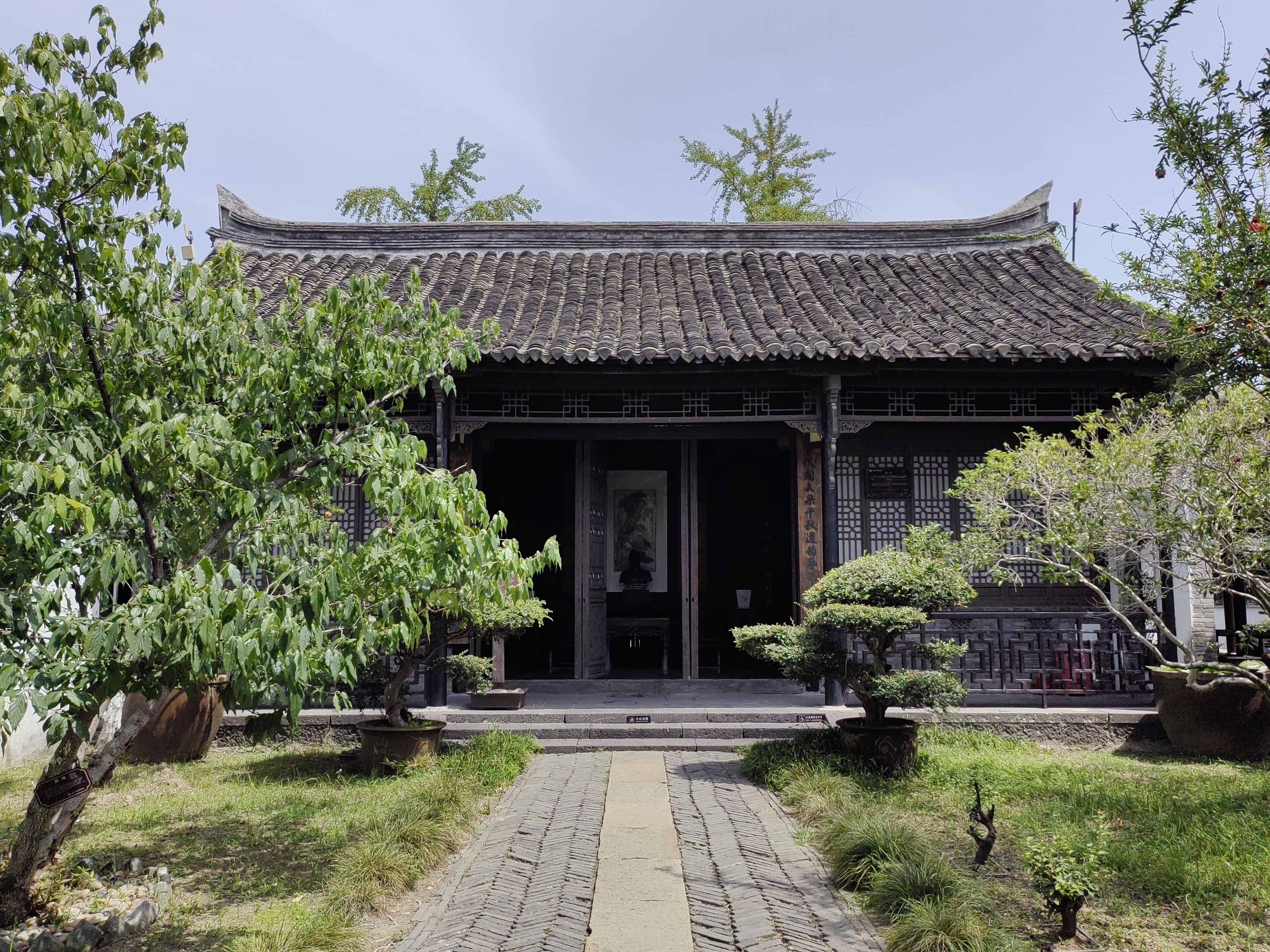
正廳外觀
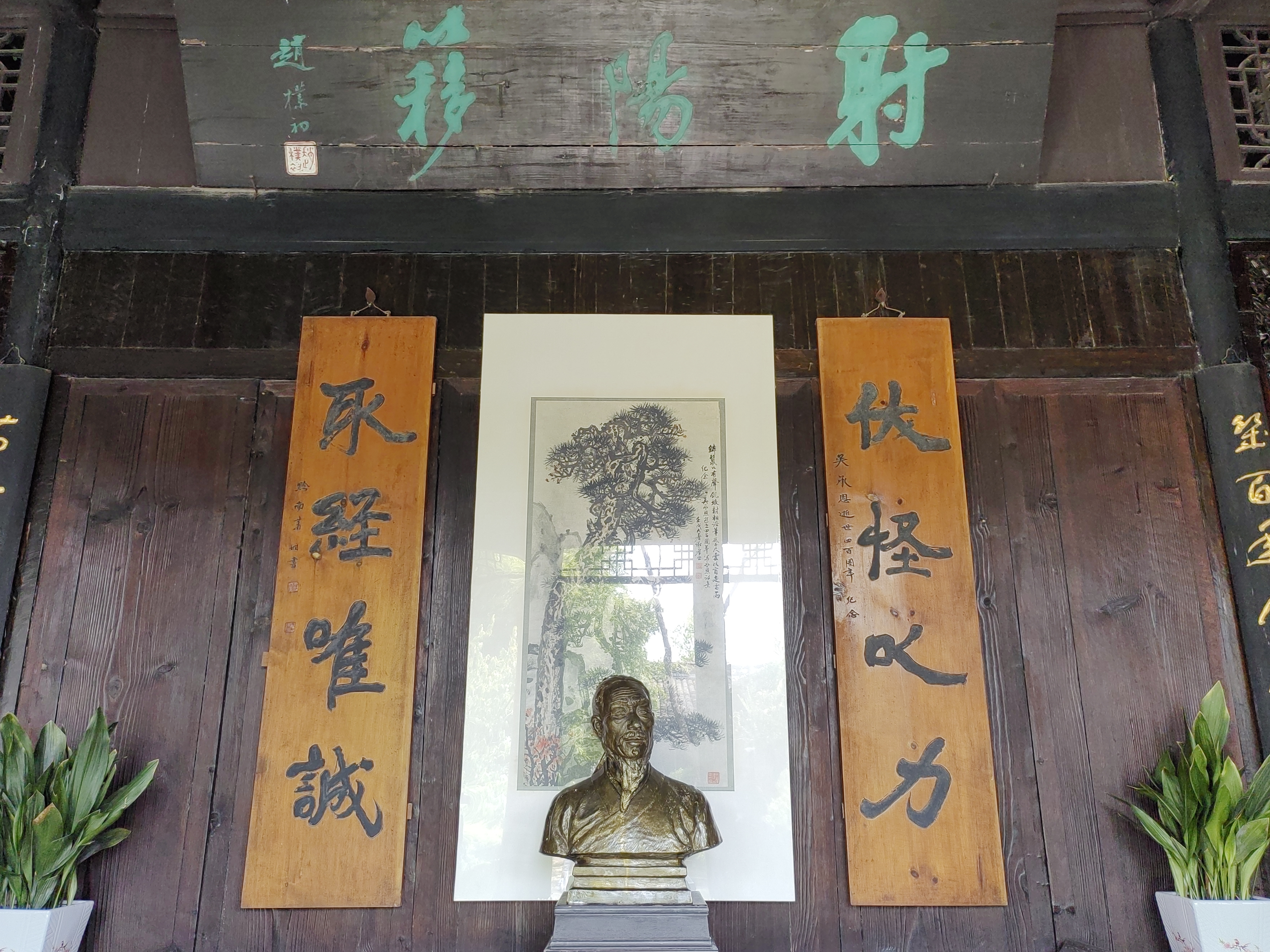
正廳內依吳承恩頭骨復原的半身像
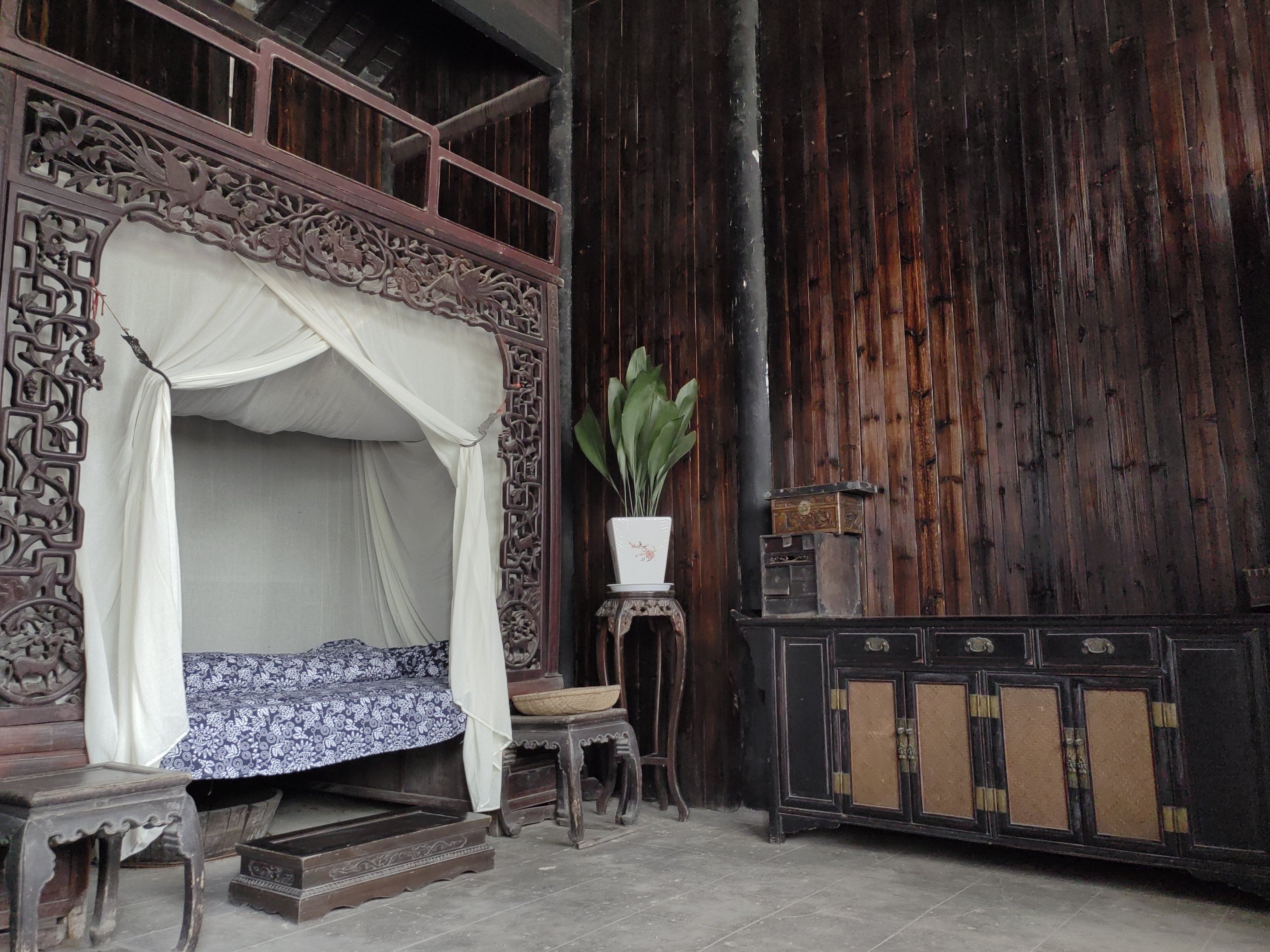
臥室
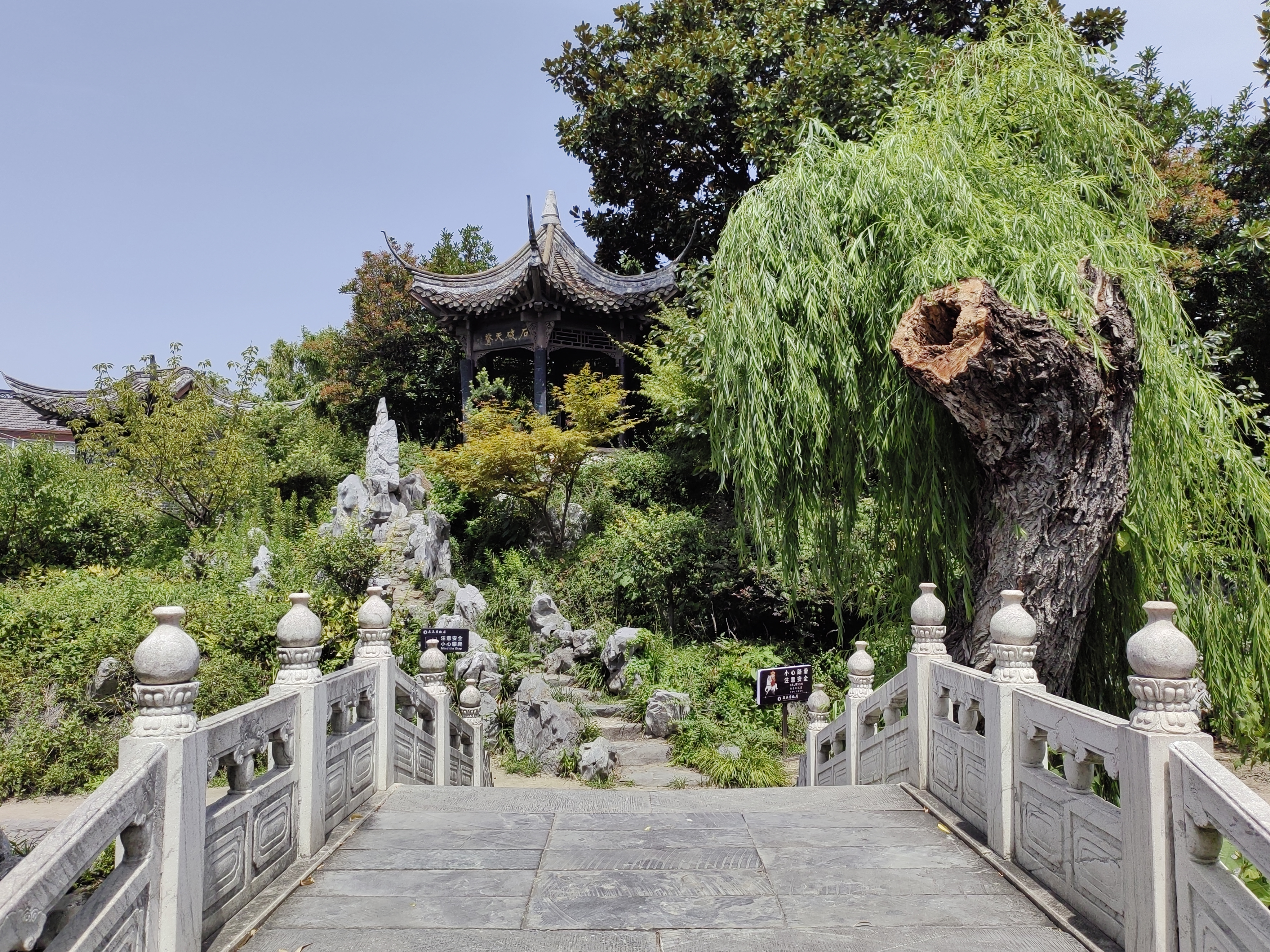
園林